# 张康仁

张康仁（1860年—1926年8月4日），广东香山南屏（今珠海市南屏鎮）人，美国律师、中国外交官。為首位獲得美國律師資格的華裔人士。

## 生平

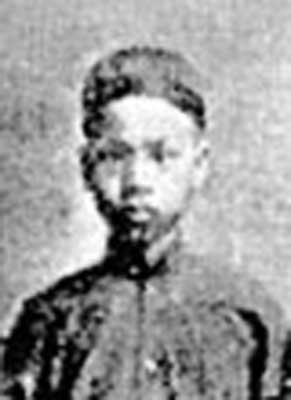
留美幼童张康仁

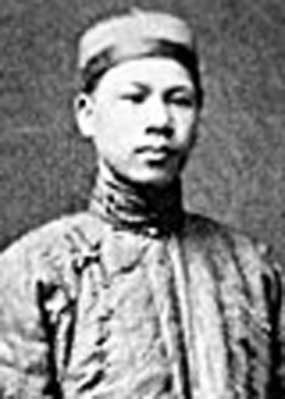
青年时的张康仁

1872年清朝首批中国留美幼童之一。抵达美国后，他进入康涅狄格州哈特福德市公立高中学习，后进入耶鲁大学学习法律。1881年，清朝结束幼童留学计划后，张康仁奉召回国，后在其兄资助下重新赴美继续其在耶鲁大学的学业。1883年，他从耶鲁大学毕业后，又进入哥伦比亚大学法学院学习，并于1886年毕业，获得法学士学位。
1886年，张康仁剪掉了辫子，并准备从事律师业。但美国1882年排华法案使他无法在纽约任律师。1887年4月，张康仁申请执业，并在纽约州州长大卫·希尔面前做支持该申请的申辩。1887年11月11日，纽约市普通诉讼法院判决，张康仁可入籍为美国公民。1888年5月17日，张康仁被纽约州律师协会接受为会员，并得到了律师开业执照，获准在纽约州的法庭中执业。1889年6月12日，张康仁获得由美国国务卿詹姆斯·吉莱斯皮·布莱恩（James G. Blaine）签署的美国公民护照，就此完全取得纽约州执业律师资格。1890年，张康仁到华侨集中的加利福尼亚州申请在旧金山执业律师，但加利福尼亚州的法庭拒绝了其申请，加利福尼亚州最高法院裁决，张康仁的入籍证件乃非法发放，因而无效 。
1888年至1895年，他任中国驻旧金山领事馆顾问。1897年，他和侨商余大之女余爱娣结婚，婚后他们夫妇定居旧金山。1895年起，他任职于旧金山日本横滨银行， 1907年辞职，携妻回中国。回国后，他任财务部上海分部总会计师， 并在南京官办大学讲授国际法、银行学。1908年底，他回到美国，在华盛顿的中国驻美国公使馆从事外交工作。1910年到1913年，他在加拿大温哥华任中国驻温哥华领事，其间1912年中华民国成立。1913年到1914年， 张康仁任中国驻美使馆一等秘书、代办，其间耶鲁大学授予他在耶鲁大学1883级毕业的学位。1916年到1917年，他在加利福尼亚州伯克萊任中国海军学生监督，后因病退休。1926年，张康仁在美國伯克利因心臟病發辭世，享年六十六歲。

## 身后
2014年，北加利福尼亚州一批法学院校学生代表张康仁，要求加利福尼亚州律师公会为张康仁追发律师执照。为此，加利福尼亚州参议员毕尔（Jim Beall）、刘云平、刘璇卿提出了加利福尼亚州参议院46号决议案，要求为张康仁追发律师执照，以纠正张康仁遭受的不公正待遇，并且传达法律职业公正、多样、兼容的涵义。2015年3月16日，加州高等法院一致裁定追授張康仁律師執照。